# حمله به بروم
حمله به بروم (انگلیسی: Attack on Broome) شهر بروم، استرالیای غربی، در جنگ جهانی دوم در تاریخ ۳ مارس ۱۹۴۲ توسط هواپیماهای جنگنده ژاپنی مورد حمله قرار گرفت. حداقل ۸۸ غیرنظامی و پرسنل نظامی متفقین کشته شدند.